# Sébastien Frey
Sébastien Frey (nascut el 18 de març de 1984 a Thonon-les-Bains (França) és un exfutbolista professional francès que va jugar de porter.

## Trajectòria

### Clubs

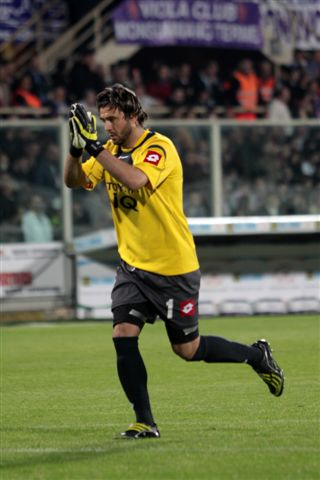
Sébastien Frey a la Fiorentina.

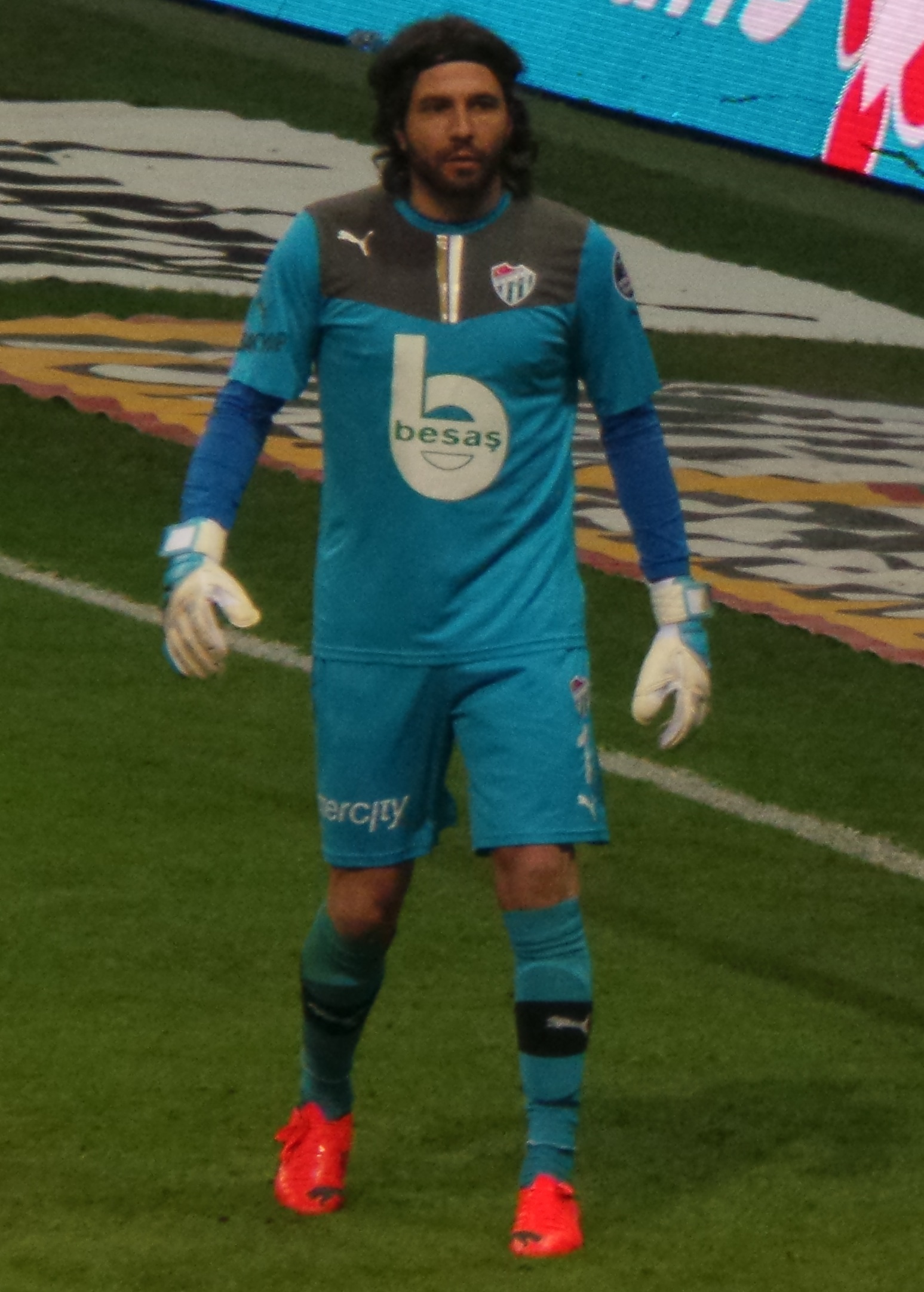
Sébastien Frey al Bursaspor.

El seu debut com a jugador professional va ser amb l'AS Cannes, la temporada 1997/98, amb tan sols 17 anys, club en què va jugar en les categories inferiors. Va debutar en la Ligue 1, el 20 de setembre de 1997, jugant com a titular contra l'Rennes (1-1). En l'equip francès només hi va jugar una temporada i 24 partits, ja que l'Inter de Milà es va fixar en ell i el va fitxar.
Amb l'equip italià va debutar a la Sèrie A el 21 març de 1999 quan va substituir a Gianluca Pagliuca en el partit contra la UC Sampdoria, convertint-se en el porter més jove en debutar amb l'equip interista i el primer estranger que defensa la porteria nerazzurri.
L'estiu de 1999 va ser cedit al Verona, amb la intenció de madurar com a porter, on va jugar 30 partits de lliga. La temporada 2000-2001 va tornar a l'equip de Milà i va debutar en els partits preliminars de la Champions League. Pel seu comportament exemplar, la maduresa i el compromís va ser el capità de l'equip en alguns partits.
L'arriba de Francesco Toldo a l'Inter va fer que Frey, en el mes de juliol del 2001 fitxés pel Parma. Aquella temporada el Parma es va proclamar campió de la Copa Itàlia, tot i que Frey no va disputar cap partit d'aquesta competició. En el club de l'Emilia-Romagna va jugar 3 temporades i un total de 155 partits (132 d'ells de lliga), amb una mitjana d'1,3 gols encaixats per partit.
El mes de juny del 2005 va ser cedit per la Fiorentina, fitxant definitivament pel club viola en el mes de maig del 2006. En la seva segona temporada va jugar tots els partits de lliga amb una mitjana de 0,8 gols encaixats per partit. En el club viola es va lesionar greument dues vegades, la primera el 10 de gener de 2006, durant un partit de Copa contra la Juventus FC a la tibia, i la segona, el 3 de novembre de 2010 en un entrenament, al genoll i va haver de ser operat. En la Fiorentina va jugar un total de 218 partits i va encaixar 220 gols.
El mes de juliol de 2011 es va anunciar el seu fitxatge pel Genoa CFC. Va debutar amb el club rossoblù l'11 de setembre del 2011 en el partit contra l'Atalanta.

### Internacional
Sébastien Frey va jugar amb les categories inferiors de la selecció i va debutar amb la selecció absoluta el 21 de novembre de 2007 en un partit de classificació per l'Eurocopa 2008 contra Ucraïna. Després de jugar un segon partit, el 28 de maig de 2008 contra l'Equador va anunciar que es retirava de la selecció francesa per discrepàncies amb l'entrenador Raymond Domenech. Posteriorment va criticar que el nou entrenador Laurent Blanc no el convoqués. Fins a la data no ha tornat a jugar amb la selecció.

## Palmarès
- Copa Itàlia (2001-2002) Parma